# El DeBarge
Eldra Patrick DeBarge (Detroit, Míchigan; 4 de junio de 1961), más conocido como El DeBarge, es un cantante, compositor y músico estadounidense. Las canciones más populares de El DeBarge incluyen "Time Will Reveal", "Who's Holding Donna Now", "Stay with Me", "All This Love" y "Rhythm of the Night". Fue el cantante principal del grupo familiar DeBarge.
Como solista, es conocido por su registro único de tenor alto, falsete fuerte y éxitos como "Who's Johnny" y "Love Always". También ha colaborado con artistas como Dionne Warwick, Al Green, Lalah Hathaway, Tone Loc, Babyface, Faith Evans, Quincy Jones, Fourplay y DJ Quik. Ha sido nominado cinco veces a los premios Grammy.

## Biografía
Nacido en Detroit, Míchigan, Eldra fue el sexto hijo de Robert Louis DeBarge Sr. y Etterlene Abney. Cantaba en el coro de su iglesia local y tocaba el piano cuando era niño. Más tarde, después de que su familia se mudó a Grand Rapids, Míchigan, él y el resto de su familia comenzaron a actuar en la iglesia pentecostal de su tío. En 1977, abandonó la escuela secundaria y comenzó a actuar con sus hermanos mayores en clubes y lugares nocturnos en Míchigan. En 1980, debido al éxito de sus hermanos Bobby y Tommy DeBarge con el grupo Switch, Eldra pudo tocar en vivo el piano y cantar frente al CEO del sello discográfico Motown, Berry Gordy, quien inmediatamente firmó con el grupo, entonces conocido como The DeBarge.
El grupo DeBarge lanzó cuatro álbumes de estudio con Gordy Records, subsidiaria de Motown. Estos álbumes incluyen The DeBarges (1981), All This Love (1982), In a Special Way (1983) y Rhythm of the Night (1985). Este último se convirtió en el álbum más vendido del grupo y contenía el sencillo "Rhythm of the Night", que alcanzó el número 3 en el Billboard Hot 100. Eldra fue el productor y arreglista de todos los álbumes de la banda para Motown.
En 1986, Eldra dejó el grupo y comenzó su carrera como solista con el lanzamiento de su álbum debut homónimo, que generó los éxitos "Who's Johnny" y "Love Always". Sin embargo, pasaron tres años hasta que lanzó su segundo álbum, Gemini, en 1989. El álbum tuvo dos éxitos, "Real Love" y "Somebody Loves You". El contrato de El DeBarge con Motown se terminó en 1990 y firmó con el sello discográfico Warner. Mientras tanto, colaboró en el sencillo de Quincy Jones "The Secret Garden", junto a Al B. Sure!, James Ingram y Barry White, lanzado en 1990.
En 1992, lanzó su tercer álbum, In the Storm, producido por Maurice White, que incluía el dúo con Chanté Moore "You Know What I Like". Ese mismo año, Eldra tuvo éxito en las listas de R&B con una colaboración con Fourplay en su versión de "After the Dance" de Marvin Gaye. El siguiente álbum de DeBarge, Heart, Mind and Soul de 1994, coproducido con Babyface, produjo sencillos modestos en las listas de éxitos como "Slide" y "Where is My Love".
Si bien DeBarge continuó colaborando en los proyectos de otros artistas, incluidos los de su hermano Chico y el rapero DJ Quik, con quienes El colaboró en el éxito "Hand in Hand", no lanzó más álbumes entre 1994 y 2009.
En 2008 cumplió 13 meses de su sentencia de dos años de prisión por condenas relacionadas con drogas.
En 2010, tras una pausa de 16 años lanzó su quinto álbum de estudio titulado Second Chance, que incluía dos sencillos, "Second Chance" y el dueto con Faith Evans "Lay With You".Obtuvo tres nominaciones a los Premios Grammy: Mejor Interpretación Vocal Masculina de R&B, Mejor Canción de R&B y Mejor Álbum de R&B. Eldra sigue siendo el único miembro de los DeBarges que tiene nominaciones al Grammy tanto fuera del grupo como en la familia.
En febrero de 2011, mientras promocionaba su álbum Second Chance, el sello de DeBarge anunció que el cantante cancelaba todas las fechas y apariciones públicas ya que volvía a rehabilitación después de una recaída.
El 4 de febrero de 2022, DeBarge realizó un Tiny Desk Concert para NPR Music en su casa, tocando los teclados y cantando. El concierto fue parte de una celebración del Mes de la Historia Afroamericana.
En 2023, Rolling Stone clasificó a Eldra en el número 137 de su lista de los 200 mejores cantantes de todos los tiempos.

## Discografía[8]
Álbumes con DeBarg
- The DeBarges (1981)
- All This Love (1982)
- In a Special Way (1983)
- Rhythm of the Night (1985)

Álbumes como solista
- El DeBarge (1986)
- Gemini (1989)
- In the Storm (1992)
- Heart, Mind and Soul (1994)
- Ultimate Collection (2003)
- Icon (2011)
- Second Chance (2010)

Sencillos
- "Who's Johnny" - 1986
- "Love Always" - 1986
- "Someone" - 1986
- "Starlight Express" - 1987
- "Somebody Loves You" - 1989
- "Real Love" - 1989
- "The Secret Garden" ( con Quincy Jones, Al B. Sure!, James Ingram y Barry White) - 1990
- "All Through the Night" (con Tone Lōc)  - 1991
- "After the Dance" (con Fourplay) - 1991
- "You Know What I Like" - 1992
- "My Heart Belongs to You" - 1992
- "Another Chance" - 1992
- "Where Is My Love" - 1994
- "Can't Get Enough" - 1994
- "Slide" - 1994
- "Where You Are" - 1995
- "Hand in Hand" (con DJ Quik y 2nd II None) - 1998
- "Second Chance" - 2010
- "Lay With You" (con Faith Evans) - 2010